# Jean-Pierre Clamadieu
Jean-Pierre Clamadieu, né le 15 août 1958 à Chambéry, est un dirigeant d'entreprise français. Il est président du comité exécutif et membre du conseil d'administration de Solvay de mai 2012 à février 2019. 
Il est également président du conseil d'administration d'Engie depuis le 18 mai 2018 et président du conseil d'administration de l'Opéra national de Paris depuis le 10 octobre 2018.

## Biographie

### Formation et débuts professionnels
Après une classe préparatoire au Lycée du Parc à Lyon, Jean-Pierre Clamadieu est diplômé de l’École Nationale Supérieure des Mines de Paris, puis Ingénieur en Chef du Corps des Mines. Il a travaillé pendant neuf ans au sein de l’administration française, notamment pour le Ministère de l’Industrie, et comme conseiller technique du Ministre du Travail. 

### Carrière
En 1993, il a intégré Rhône-Poulenc pour développer de nouvelles activités dans le domaine du contrôle de la pollution automobile, puis a occupé différents postes de direction au sein du groupe Rhodia, comme Directeur Général Chimie pour l’Amérique Latine (1996-1999), Directeur Général de Rhodia Eco Services (1999-2000), Directeur des Achats Monde (2001), Directeur Général de la Division Organique Fine (janvier 2002-avril 2003), et Directeur Général de la Division Pharmacie et Agrochimie (avril-octobre 2003).
En octobre 2003, il a été nommé directeur général de Rhodia, puis en mars 2008 son président directeur général.
À partir d'octobre 2003, il a redressé Rhodia au bord de la faillite et l'a transformé en un groupe moderne et rentable, reconnu pour sa transparence d'informations financières et sa gouvernance responsable.
En avril 2011, le groupe chimique belge Solvay a lancé une OPA amicale sur Rhodia et l'a achevée en septembre avec un succès. L'intégration a progressé plus vite que prévu et le Conseil d'Administration de Solvay l'a nommé Président du Comité Exécutif du groupe avec un an d'avance, en mai 2012. Dès septembre 2012, Solvay est entré dans l'indice CAC 40 en remplacement de PSA Peugeot Citroën. Il a été nommé président du comité exécutif du nouvel ensemble lors de l'assemblée générale en mai 2012, en remplacement de Christian Jourquin parti à la retraite.
Depuis 2012 et en peu de temps, Jean-Pierre Clamadieu a mené le nouveau groupe à s'intégrer avec succès, à se réorganiser en une structure plus plate et plus agile (avec 5 pôles d'activités et un nouveau logo visuel), et à se transformer en un portefeuille plus équilibré (sortie du PVC en Europe via la JV avec Ineos et la vente d'Indupa en Amérique latine, investissement dans l'énergie aux États-Unis avec le rachat de Chemlogics, investissements importants dans les zones émergentes à forte croissance : Russie, Inde, Chine, Thaïlande...). 
Il plaide pour une politique énergétique européenne coordonnée.
En février 2018, le président de la République et les administrateurs d’Engie sont tombés d’accord sur le nom de Jean-Pierre Clamadieu, pour succéder à Gérard Mestrallet à la présidence du conseil d’administration d'Engie, dont l’Etat détient 24,1 % du capital . En relation tendue avec l'administratrice directrice générale Isabelle Kocher, il participe à son éviction en février 2020.

### Mandats

#### Mandats passés
- 2003-2008 : directeur général de Rhodia
- 2007-2018 : administrateur de Faurecia
- 2008-2011 : président-directeur général de Rhodia
- 2008-2013 : administrateur de la SNCF
- 2011-2012 : vice-président de Solvay
- 2012-2019 : Administrateur de Solvay et président de son comité exécutif

- Activités inter-entreprises
  - 2007-2014 : président de la commission du développement durable du Medef
  - 2010-2015 : président du conseil des chefs d'entreprise France-Brésil au Medef international
  - 2014-2016 : président du Conseil européen des industries chimiques (le Cefic)[18]

#### Mandats en cours
- Président du conseil d'administration d'Engie
- Administrateur d'Axa
- Administrateur d'Airbus[19] à la présidence du comité de l'éthique, de la conformité et du développement durable[20].
- Activités inter-entreprises ou non industrielles
  - Membre du conseil de l'Icca (Conseil international des associations de la chimie)[21]
  - Membre du comité exécutif du WBCSD (World Business Council for Sustainable Development)
  - Membre du Cercle de l'industrie
  - Président de la Chambre de Commerce du Brésil en France - CCBF
  - Président du groupe de travail « Énergie et climat » de l'Afep (après avoir été porte-parole), de l'ERT et du Siècle
  - Président du conseil d'administration de l'Opéra national de Paris

## Distinctions
Jean-Pierre Clamadieu a été distingué Chevalier de la Légion d'honneur en 2005, Officier de l'ordre national du Mérite en 2009, "l'industriel de l'année" en 2012 et 2e top dirigeants les plus appréciés du CAC 40 en 2013.